# إدريس بن عبد الله
إدريس بن عبد الله الهاشمي القُرشي (127- 177 هـ/ 743- 793 م). هو إدريس بن عبد الله بن الحسن بن الحسن بن علي بن أبي طالب أول من دخل المغرب من الطالبيين. أسس فيها عام 172هـ الدولة الإدريسية التي تُعَد ثانيَ دولة إسلامية مستقلة (عن الخلافة الإسلامية) في المغرب الأقصى بعد دولة الأمويين في الأندلس. توجَّه إدريس الأول إثر إيقاع الثورات الداخلية على بني العباس إلى مصر. حيث كان واضحٌ مولى صالح بن المنصور المعروف بالمسكين - من أنصار الدعوة الطالبية - واليًا عليها، فأشار على الإمام إدريس أن يتوجَّه إلى المغرب الأقصى وساعده على ذلك، بعد أن أفلت من موقعة فخ قرب مكة التي وقعت سنة 169هـ/ 785م بين الطالبيين (بقيادة الحسين بن علي الخير بن الحسن المثلَّث بن الحسن المثنَّى بن الحسن السِّبط بن علي بن أبي طالب)، والعبَّاسيين (بقيادة المهدي بن أبي جعفر بن محمد بن علي بن عبد الله بن عباس بن عبد المطلب).

## نسبه وعائلته
هو:  إدريس بن عبد الله الكامل (المَحْض)، بن الحسن المثنَّى، بن الحسن، بن علي، بن أبي طالب، بن عبد المطَّلِب، بن هاشم، بن عبد مَناف، بن قُصَي، بن كِلاب، بن مُرَّة، بن كعب، بن لؤي، بن غالب، بن فِهْر، بن مالك، بن النَّضْر، بن كِنانة، بن خُزَيمة، بن مُدرِكة، بن إلياس، بن مُضَر، بن نِزار، بن مَعَدّ، بن عدنان.
أمه: عاتكة بنت عبد الملك بن الحارث الشاعر بن خالد بن العاصي بن هشام بن المغيرة بن عبد الله بن عُمَر بن مخزوم بن يقَظة بن مرة بن كعب بن لؤي بن غالب بن فهر بن مالك بن النضر بن كنانة بن خزيمة بن مدركة بن إلياس بن مضر بن نزار بن معد بن عدنان.
يرجع نسب إدريس الأول إلى رسول الله محمد بن عبد الله صلى الله عليه وآله وسلم من جهة فاطمة الزهراء.

## إخوته
1. محمد الملقب بالنفس الزكية.
2. إبراهيم المعروف ب(قتيل باخمرى).
3. موسى. (ويلقب بالجون).
4. سليمان (وأمه عاتكة بنت عبد الملك بن الحرث المخزومي) القرشي.
5. يحيى المعروف ب(صاحب الديلم).

## لجوء إدريس بن عبد الله إلى المغرب

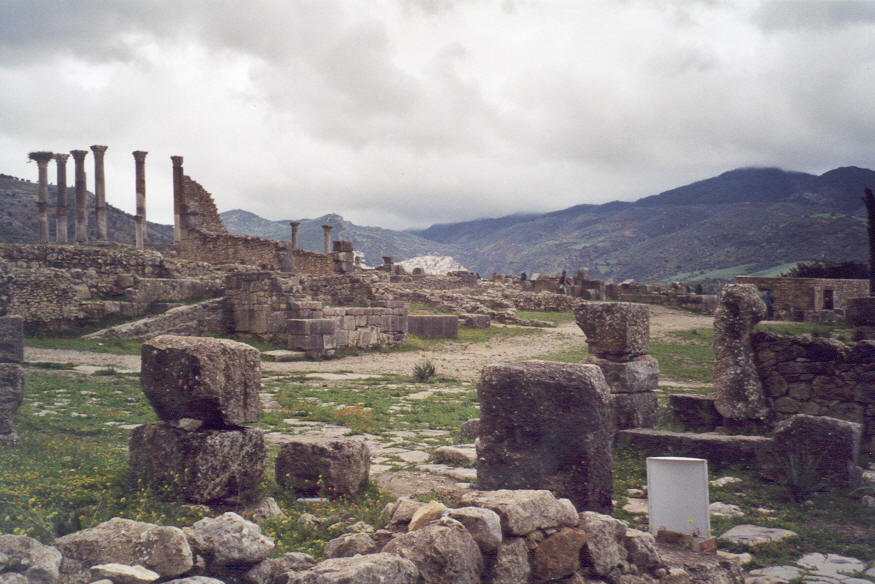
أطلال مدينة وليلي (فولوبيليس) مع ظهور قرية مولاي إدريس (البقعة البيضاء) على سفح التلة في الخلفية، حيث ضريحُ إدريس الأول.

أدّت هزيمة ثورة الحسين بن علي بن الحسن المثلث في موقعة فخ سنة 169 هـ/786 م إلى نتائج سلبية على العلويين المشاركين فيها، إذ سعى العباسيون إلى القضاء عليهم واستئصالهم. غير أن إدريس بن عبد الله، وشقيقه يحيى، تمكّنا من النجاة من هذه المجزرة. توجّه يحيى نحو المشرق، حيث كان النفوذ العباسي قويًا، بينما قرر إدريس التوجه إلى المغرب، في خطوة مدروسة استهدفت الابتعاد عن مركز السلطة العباسية في بغداد. [بحاجة لمصدر]
شكّل المغرب خيارًا استراتيجيًا لإدريس، نظرًا لبعده الجغرافي عن الخلافة العباسية، وافتقاده لسلطة مركزية مستقرة بعد سقوط الدولة الأموية سنة 132 هـ/749 م. وقد ساعده في هذا التوجّه راشد الأوربي، وهو من موالي آل البيت، اتّصف بالشجاعة والحكمة والولاء الشديد. وعندما ضيّق الخليفة الهادي الخناق على العلويين، كثّف الحراسة والرقابة على الطرقات، مما دفع راشد إلى اعتماد خطة تمويه، حيث ألبس إدريس ثيابًا ممزقة وجعله يتظاهر بأنه خادمه، لينجو من أعين الرقباء. [بحاجة لمصدر]
غادر إدريس الحجاز متخفيًا رفقة راشد، مستغلًا عودة الحجاج إلى أوطانهم، فالتحق بركب حجاج مصر وإفريقية، ومن ميناء ينبع أبحر الاثنان إلى بلاد النوبة، ثم تابعا سيرهما حتى دخلا مصر. [بحاجة لمصدر]

### إدريس في مصر
في مصر، وجد إدريس بعض الأنصار من الشيعة، وعلى رأسهم واضح، صاحب بريد مصر ومولى صالح بن أبي جعفر المنصور، وكان من المتعاطفين مع آل البيت. سارع واضح إلى لقاء إدريس وساعده على مغادرة مصر عبر قافلة البريد، مستغلًا امتيازها بالإعفاء من التفتيش. وبعد اجتياز حدود مصر، انفصل إدريس وراشد عن القافلة واتجها نحو القيروان. [بحاجة لمصدر]

### إدريس في القيروان
وصل إدريس إلى القيروان في زمن واليها يزيد بن حاتم بن قبيصة المهلبي، حيث بقي فيها فترة قصيرة. ونظرًا لاستمرار ولاء القيروان للعباسيين وتبعيتها المباشرة لبغداد، شعر إدريس بالخطر فقرر مغادرتها. سافر متخفيًا رفقة راشد نحو تلمسان، ثم إلى طنجة، قبل أن يتوجّها جنوبًا نحو السوس الأدنى مرورًا بوادي ملوية. [بحاجة لمصدر]

### إدريس في طنجة
رغم خروج طنجة عن سيطرة الخلافة العباسية، إلا أن إدريس لم يجد فيها البيئة المناسبة لتأسيس حركته، بسبب تعدد الولاءات والاتجاهات الفكرية، وخطر الأمويين في الأندلس. ولذلك، غادر طنجة متجهًا نحو جبل زرهون، حيث كانت تقيم قبيلة أوربة البربرية. ويُعتقد أن راشد، الذي يُحتمل أن يكون من أصول أوربية، هو من أوصى إدريس بهذه الوجهة. [بحاجة لمصدر]

### استقرار إدريس في وليلي
حلّ إدريس وراشد بمدينة وليلي، عاصمة زرهون، في غرة ربيع الأول سنة 172 هـ/9 أغسطس 788 م، ضيفين على أميرها إسحاق بن محمد بن عبد الحميد الأوربي، الذي استقبلهما بحفاوة. وقد أقام إدريس في وليلي نحو ستة أشهر، أظهر خلالها خصاله الحميدة، من علم وحلم وكرم وتواضع، مما دفع إسحاق إلى مبايعته وخلع طاعة العباسيين. [بحاجة لمصدر]
ومع حلول شهر رمضان من السنة نفسها، قدّم إسحاق الإمام إدريس إلى أفراد قبيلته، مبينًا مكانته ونسبه وصفاته، فبايعوه جميعًا على السمع والطاعة، في يوم الجمعة 4 رمضان 172 هـ/6 فبراير 789 م. ثم توسعت قاعدة التأييد لإدريس، فبايعته قبيلتا مغيلة وصدينة، مما أتاح له تأسيس قاعدة سياسية وعسكرية في المنطقة، شكلت نواة الدولة الإدريسية لاحقًا. [بحاجة لمصدر]

### البيعة وخطبة الإمام إدريس
بعد أن تلقّى الإمام إدريس بن عبد الله البيعة من قبيلة أوربة في مدينة وليلي، ألقى خطبة قصيرة لكنها معبّرة، لخّص فيها أهدافه السياسية والدينية. قال فيها:
«أيها الناس، لا تمدّوا الأعناق إلى غيرنا، فإن الذي تجدونه عندنا من الحق، لا تجدونه عند غيرنا.» 
تعكس هذه الخطبة، على إيجازها، تصوّر إدريس للشرعية السياسية، إذ عبّر بوضوح عن اعتقاده بأحقية آل البيت في الخلافة وقيادة الأمة الإسلامية، في مقابل الخلافة العباسية التي كان يرى أنها اغتصبت[بحاجة لمصدر]

## الفتوحات ونشر الإسلام في المغرب
بعد استتباب أمره، انضمت إلى صفّه قبائل زناتة وعدد من بطون البربر في المغرب، من بينهم زواغة، وزوارة، ولمّاية، ولواتة، وسدراتة، وغياثة، ونفرة، ومكناسة، وغُمارة، حيث بايعوه ودخلوا في طاعته، مما ساهم في تعزيز سلطانه وتوطيد حكمه. وبدأت الوفود تتوافد عليه من مختلف أرجاء البلاد، فقوي نفوذه واستقرت أوضاعه في المغرب. جهّز جيشًا كبيرًا ضمّ نخبة من قبائل زناتة وأوربة وصنهاجة وهوّارة وغيرها، وتوجه بهم في حملة عسكرية نحو بلاد تامسنا. استهل حملته بفتح مدينة شالة، ثم واصل فتوحاته ليضم باقي مناطق تامسنا، قبل أن يتجه إلى بلاد تادلا، حيث تمكّن من فتح حصونها ومعاقلها. كانت غالبية سكان هذه المناطق تدين بالمسيحية واليهودية، فيما كان المسلمون أقلية، إلا أن أغلب السكان دخلوا الإسلام على يديه، فانتشر الدين الإسلامي في تلك الربوع بفضل دعوته. عقب ذلك، شرع في حملة جديدة استهدفت ما تبقى من القبائل البربرية التي كانت لا تزال على أديان غير الإسلام، كالمسيحية واليهودية والمجوسية. وقد تحصنت هذه القبائل في معاقل جبلية منيعة، إلا أن الإمام إدريس واصل جهاده ضدهم، وتمكن من إخضاعهم تدريجيًا، فدخل معظمهم الإسلام طوعًا أو كرهًا. نجح إدريس في فتح بلادهم وحصونهم، وأعمل السيف في من رفض الدخول في الإسلام، حيث قُتل من أصرّ على المقاومة، وأُسر من أُسر، وتم تدمير معاقلهم. ومن أبرز ما فُتح ودُمّر خلال هذه الحملة: حصون بني لاوة، وحصون مديونة، وبهلولة، وقلاع غياثة، وبلاد فزّان.
عاد إدريس بعدها إلى مدينة وليلي، حيث دخلها في منتصف شهر جمادى الآخرة من السنة نفسها (173 هـ)، وأقام فيها ما تبقى من هذا الشهر والنصف الأول من شهر رجب، ليمنح جيشه فترة راحة بعد الحملات العسكرية المتتالية. بعد إتمام فتوحاته في تامسنا وتادلا، عاد الإمام إدريس إلى مدينة وليلي، حيث دخلها في أواخر شهر ذي الحجة من سنة 172 هـ، وأقام فيها طيلة شهر المحرّم من عام 173 هـ، لتأخذ الجموع قسطًا من الراحة والاستعداد. عقب ذلك، شرع في حملة جديدة استهدفت ما تبقى من القبائل البربرية التي كانت لا تزال على أديان غير الإسلام، كالمسيحية واليهودية والمجوسية. وقد تحصنت هذه القبائل في معاقل جبلية منيعة، إلا أن الإمام إدريس واصل جهاده ضدهم، وتمكن من إخضاعهم تدريجيًا، فدخل معظمهم الإسلام طوعًا أو كرهًا. نجح إدريس في فتح بلادهم وحصونهم، وأعمل السيف في من رفض الدخول في الإسلام، حيث قُتل من أصرّ على المقاومة، وأُسر من أُسر، وتم تدمير معاقلهم. ومن أبرز ما فُتح ودُمّر خلال هذه الحملة: حصون بني لاوة، وحصون مديونة، وبهلولة، وقلاع غياثة، وبلاد فزّان. عاد إدريس بعدها إلى مدينة وليلي، حيث دخلها في منتصف شهر جمادى الآخرة من السنة نفسها (173 هـ)، وأقام فيها ما تبقى من هذا الشهر والنصف الأول من شهر رجب، ليمنح جيشه فترة راحة بعد الحملات العسكرية المتتالية.
وبعد أن بايعته هذه الجموع الغفيرة انطلق يجاهد لنشر الإسلام ومحاربة البدع الخارجية فجسد جيشًا من البربر وخرج غازيًا بلاد تامسنا، ففتح أولاً مدينة شالة ثم أتبعها بسائر البلاد وحصونها. ثم سار إلى بلاد تادلا ففتحها وبلغ ماسة. وكان أكثر سكان هذه المناطق يدينون باليهودية والنصرانية والمجوسية والإسلام بها قليل فنشره في ربوعهم. وبعد أن أتم معركة الجهاد الأولى بنجاح عاد الإمام إدريس إلى قاعدته وليلي في ذي الحجة من العام نفسه. وأقام طيلة محرم 173 هـــ / يونيو 789 م. ثم استأنف الإمام الجهاد ضد معاقل وحصون المغرب الأقصى يدين أهلها بغير الإسلام مثل فندلاوة ومديونة وبهلولة وقلاع غياثة وبلاد فازاز. ويبدو أن أكثرية السكان انقادوا للإمام إدريس بسهولة. ولم يستعمل العنف والشدة إلا مع من رفض واستكبر.  هكذا بسط الإمام إدريس سلطته على المغرب الأقصى ونشر الإسلام في ربوعه حتى إنه لم يبق فيه مكان لديانة أخرى منذ ذلك الحين. وهذا لا يعني أن الإسلام لم ينتشر في المغرب قبل الإمام إدريس. ولكن الفاتحين الأوائل اعتمدوا على الناحية العسكرية أكثر من اعتمادهم على الإقناع، فكان همهم التوسع في الفتح. أما نشر الإسلام فيأتي في المرتبة الثانية. وإن قام بعضهم بتعليم البربر مبادئ الإسلام وشرائعه، ولكنها كانت محاولة فردية تزول بزوال القائمين بها. وهذا يفسر أكثر ارتدادهم عن الإسلام بعد كل معركة ينهزم فيها العرب أمامهم. هذا وقد اعتنقوا مبادئ الخوارج. 
فلما جاءهم الإمام إدريس لم يكن همه الفتح بقدر ما كان نشر الإسلام. وقفل الإمام عائدًا إلى وليلي في منتصف شهر جمادى الآخرة 173 هـــ / 788 م للاستعداد لجولة جهادية جديدة، فأقام بها مدة شهر ثم نفر في منتصف رجب 173 هـــ / 8 يناير 789 م قاصدًا تلمسان في المغرب الأوسط. كانت تقيم بها قبائل مغراوة وبني يفرن الزناتيين، وأميرها محمد بن خزر من ولد صولات المغراوي. نزل الإمام خارجها فأسرع إليها أميرها عارضًا الصلح والمبايعة. واستقبله الإمام بالترحاب وأعطاه الأمان. وجرت مبايعة عامة من الأمير والسكان الذين رحبوا بالإمام وسلموه مدينتهم صلحا. وأمر بتعليم السكان القرآن وباشر بتشييد مسجد للمدينة أتى آية في الإتقان خطب له فيه. ونصب فيه منبرًا كتب عليه (بسم الله الرحمن الرحيم هذا ما أمره الإمام إدريس بن عبد الله بن حسن بن الحسن بن علي) وذلك في شهر صفر 174هـــ / يونيو 790 م.
وبعد أن اطمأن إلى أوضاع مدينة تلمسان وإستقرار الأمور فيها وحسن سيرة أميرها عاد إلى عاصمته وليلي واستقر فيها. 

## الحركة العلوية
منذ أن تولى العباسيون الخلافة سنة 132 هـ / 750 م، أصبح أبناء عمهم العلويون في نزاع شديد معهم، لأنهم اعتبروهم غاصبين للمنصب الأعلى في الدولة الإسلامية وأن الحق في توليه يرجع إليهم بالأسبقية. فصاروا يتحينون الفرصة للثورة عليهم.
كان أول من تزعم الحركة محمد بن عبد الله بن الحسن، المدعو النفس الزكية الذي ثار بالمدينة، لكن الخليفة العباسي أبا جعفر المنصور قضى على ثورته سنة 145 هـ/ 762 كما قضى على الثورة الموازية لها التي قادها أخوه إبراهيم بالبصرة في نفس السنة، وكان محمد النفس الزكية فكر في تبليغ الدعوة إلى كل الأقاليم الإسلامية شرقا وغربا، آملا في كسب المزيد من الأنصار للقضية، فوجه بعض إخوته، ولعل منهم إدريس، إلى بلدان إسلامية مختلفة.
وبعد مرور أربع وعشرين سنة على هاته الثورة أي في سنة 169 هـ/ 786، قامت ثورة أخرى بقيادة الحسين بن علي بن الحسن المثلث في ناحية مكة بمكان اسمه فخ. ولم تنجح هاته الثورة بدورها حيث قضى عليها الخليفة الهادي ابن المهدي في معركة كانت شديدة وقتل فيها كثير من العلويين.
استطاع إدريس، عم الحسين، وأخو محمد النفس الزكية. أن ينجو من القتل ويفر من المكان باحثا عن ملجأ يأوي إليه. فكم يكون سنه يومئذ ؟ لا تسعفنا المصادر بجواب واضح عن هذا السؤال. ولكن إذا صدقنا ما أشار إليه البعض منها من كونه ساعد أخاه محمد النفس الزكية، فيمكننا أن نقدر سنه بين الأربعين والخمسين عند نشوب موقعة فخ.
كانت أنظار العلويين، وهم في حالة المراقبة والاضطهاد التي يُعانونها، تتجه بالخصوص إلى المغرب، لبعده عن مركز الخلافة العباسية ولاشتهاره برفع راية العصيان والمعارضة لتلك الخلافة. وقبل العلويين اتجهت أنظار الخوارج لنفس المنطقة. وأمكنهم أن يؤسسوا بها دولتين مشهورتين في تاهرت وسجلماسة، مما يدل على أن البلاد كانت مرشحة لتكون مركزا لثورة مضادة وربما لقيام خلافة مناهضة للخلافة العباسية.
فالتجاء إدريس إلى المغرب صحبة مولاه راشد بعد أن حصل على مساعدة والي مصر وأفلت من مراقبة الشرطة العباسية، يفسره عزمه على الأخذ بثأر العلويين، من جهة، وطموحه إلى تأسيس دولة قادرة على مناوأة الخلافة العباسية والقضاء عليها إذا ما ساعدت الظروف على ذلك، من جهة أخرى.
حينما وصل إدريس إلى المغرب توجه أولا، إلى طنجة التي كانت تعتبر آنذاك حاضرة المغرب الكبرى. وكان لا بد له، ولا شك، من وقت للإطلاع على أحوال البلاد وسكانها وجس نبض أهلها، على المستوى السياسي. فأخذ يتصل بنفسه أو بواسطة مولاه راشد ببعض رؤساء القبائل الكبرى في المغرب لإسماع كلمته ونشر دعوته. وقد احتفظت لنا بعض المصادر بوثيقة مهمة، يرجع الفضل في نشرها إلى علال الفاسي الذي نقلها عن مخطوط يمني. وهي عبارة عن نداء وجهه إدريس إلى المغاربة. وهو نص طويل نكتفي هنا بإيراد فقرة منه[بحاجة لمصدر]:
| \| \| "وقد خانت جبابرة في الآفاق شرقا وغربا، وأظهروا الفساد وامتلأت الأرض ظلماً وجوراً. فليس للناس ملجأ ولا لهم عند أعدائهم حسن رجاء. فعسى أن تكونوا معاشر إخواننا من البربر اليد الحاصدة للظلم والجور، وأنصار الكتاب والسنة، القائمين بحق المظلومين من ذرية النبيين. فكونوا عند الله بمنزلة من جاهد مع المرسلين ونصر الله مع النبيين. واعلموا معاشر البربر أني أتيتكم، وأنا المظلوم الملهوف، الطريد الشريد، الخائف الموتور الذي كثر واتره وقل ناصره، وقتل إخوته وأبوه وجده وأهلوه فأجيبوا داعي الله. فقد دعاكم إلى الله." \| (الوثائق : المجموعة الأولى ص 43.). | |                   |
| إدريس بن عبد الله | "وقد خانت جبابرة في الآفاق شرقا وغربا، وأظهروا الفساد وامتلأت الأرض ظلماً وجوراً. فليس للناس ملجأ ولا لهم عند أعدائهم حسن رجاء. فعسى أن تكونوا معاشر إخواننا من البربر اليد الحاصدة للظلم والجور، وأنصار الكتاب والسنة، القائمين بحق المظلومين من ذرية النبيين. فكونوا عند الله بمنزلة من جاهد مع المرسلين ونصر الله مع النبيين. واعلموا معاشر البربر أني أتيتكم، وأنا المظلوم الملهوف، الطريد الشريد، الخائف الموتور الذي كثر واتره وقل ناصره، وقتل إخوته وأبوه وجده وأهلوه فأجيبوا داعي الله. فقد دعاكم إلى الله." | إدريس بن عبد الله |

وأدت الدعوة والاتصالات إلى نتائج إيجابية في أمد قصير، مما يدل على ذكاء، إدريس ودهاء مولاه راشد وهكذا لبت جملة من قبائل البربر الدعوة وقبلت أن تلتف حول إدريس. ولا شك أن انتماءه للأسرة النبوية كان له أثر قوي في هذا الإقبال، سيما والعلويون يومئذ كانوا يمثلون العنصر الثائر والمعارض. فالارتباط بدعوة إدريس معناه التحرر من كل تبعية للخلافة العباسية وضمان الاستقلال السياسي للمغرب.
وترتب عن هذا الموقف الجماعي لقبائل البربر أن حصل اتفاق بين إدريس بن عبد الله وزعيم أوربة القبيلة ذات الشوكة في المنطقة، إسحاق محمد بن عبد الحميد الأوربي. وتحول إدريس إلى مدينة وليلي، حيث تمت بيعته يوم الجمعة 4 رمضان سنة 172 هـ الموافق 6 فبراير 789 م. وكانت قبيلة أوربة أول من بايعه من قبائل المغرب، نظراً لمنزلتها الكبرى في المنطقة. ثم تلتها قبائل زناتة وأصناف من قبائل أخرى مثل زواغة وزواوة ولماية وسدراتة وغياثة ونفزة ومكناسة وغمارة الخ. وكان للقبائل في ذلك العصر أهمية أكبر من اليوم، نظرا لكون البادية كانت أكثر سكانا من المدن ولكون ظاهرة العصبية كانت ذات تأثير خطير، على المستوى السياسي.
ويحدد القرطاس شروط البيعة، إذ يقول: «بايعوه على الإمارة والقيام بأمرهم وصلواتهم وغزوهم وأحكامهم» (ص 20). وكان الحدث في حد ذاته ذا أهمية قصوى في تاريخ المغرب لأنه يرمز إلى قيام الدولة المغربية المستقلة لأول مرة في حياة البلاد، بحيث كانت الدولة الإدريسية بما خلقته من تقاليد ونظم لتسيير البلاد أول صورة لدولة حقيقية في المغرب تكيف المعطيات البشرية المحلية مع تعاليم الإسلام وتراثه السياسي.
وما أن بويع إدريس حتى كون جيشا من قبائل زناتة وأوربة وصنهاجة وهوارة وقاده لفتح أقاليم مغربية أخرى وتوسيع مملكته. فاستولى على شالة، ثم على سائر بلاد تامسنا وتادلا. وعمل على نشر الإسلام بها. ثم عاد بجيشه إلى وليلي في آخر ذي الحجة من سنة 172 هـ. وتوقف مدة قصيرة بقصد إراحة الجنود.
ثم خرج في سنة 173 هـ لمواصلة نشر الإسلام بالمعاقل والجبال والحصون المنيعة، مثل حصون فندلاوة وحصون مديونة وبهلولة وقلاع غياثة وبلاد فازاز أي الأطلس المتوسط. وتوصل إلى نتائج إيجابية عند قيامه بتبليغ الدعوة، حيث استجاب السكان لدعوته بالقبول. ثم عاد من حملته العسكرية تلك في جمادى الأخيرة سنة 173 إلى مدينة وليلي بقصد إراحة جيشه.
وفي نصف رجب من السنة ذاتها (8 دجنبر 789)، توجه إدريس بجيشه صوب الجهة الشرقية من المغرب الأقصى، فوصل إلى مدينة تلمسان وخيم قبالتها. فخرج إليه أميرها محمد بن خزر بن صولات المغراوي فطلب منه الأمان، فأمنه إدريس، فقدم له محمد بن خزر بيعته، ودخل إدريس إلى تلمسان بعد أن بايعته قبائل زناتة بتلك الجهات.

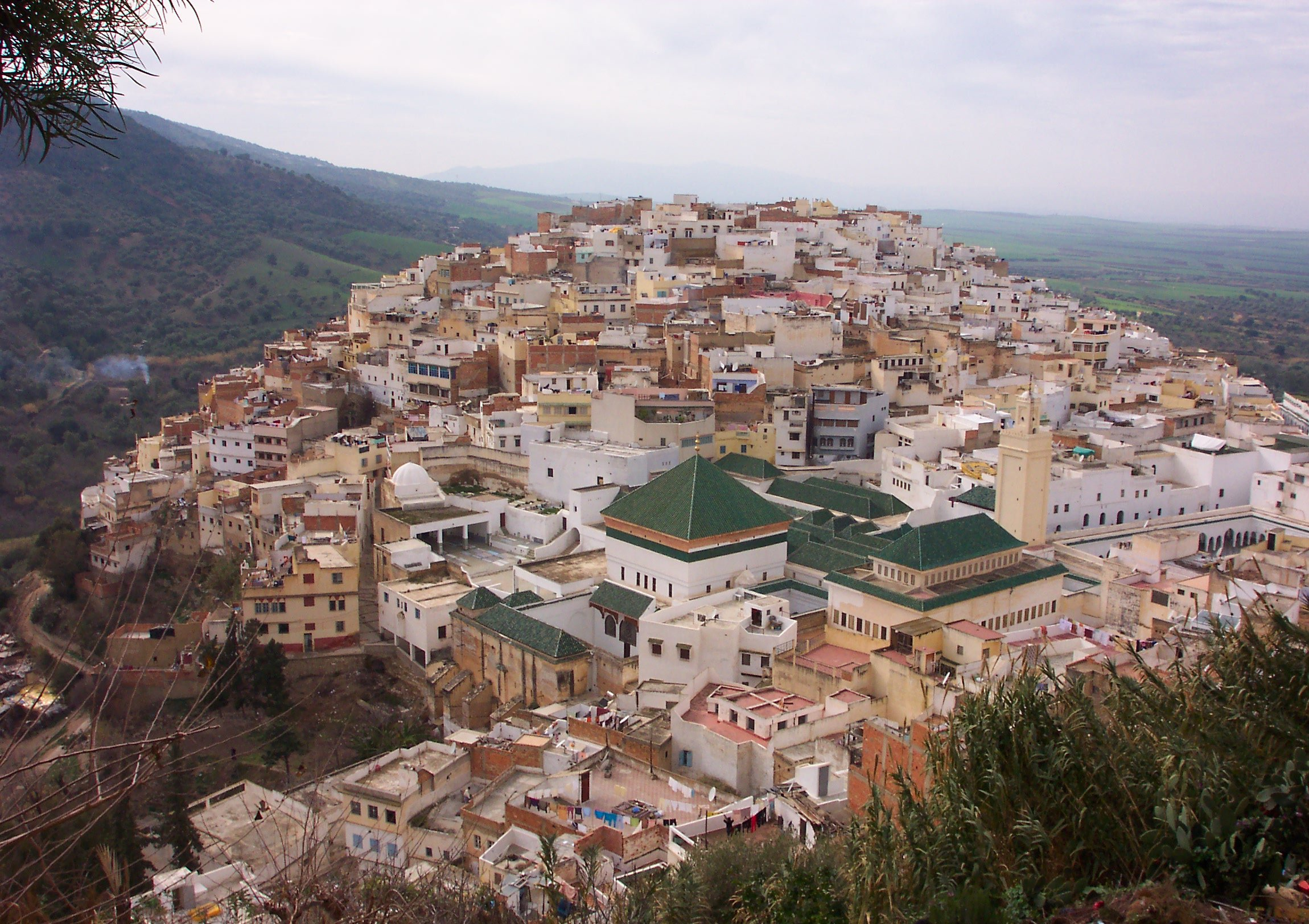
ضريح إدريس الأكبر مولاي إدريس زرهون

هكذا حصل إدريس على نتائج كبيرة في أقل من سنتين، بفضل جده ومثابرته وشجاعته، وأصبح يضم تحت سلطته مملكة تمتد من تامسنا غربا إلى تلمسان شرقا، مارة بتادلا والأطلس المتوسط. كل هذا أثار مخاوف الخليفة هارون الرشيد، سيما وهو يلاحظ أن إدريس في تحركاته العسكرية الأخيرة أخذ يتجه نحو الشرق وبات يشكل خطرا وشيكا على ولايتها الأمامية في المغرب: أفريقية، التي كانت يومئذ في وضع قلق وتعاني من اضطرابات مختلفة. فلم ير الرشيد بدا من التخلص من إدريس بأية وسيلة[بحاجة لمصدر].
ولا فائدة من الدخول في تفاصيل الرواية المتداولة عن اغتيال إدريس عن طريق السم التي وقع فيها بعض الاختلاف والزيادات القصصية. والمهم في ذلك هو أن الرشيد لما رأى صعوبة توجيه جيش من العراق إلى المغرب وأدرك أنه لا يستطيع أن يعتمد كثيرا على جيشه بأفريقية، قرر اللجوء إلى أسلوب الاغتيال على يد رجل ماهر في الكذب والتلبيس والجاسوسية[انحياز]. كما يحدث إلى يومنا هذا في قضايا الاغتيال السياسي. وبمساعدة إبراهيم بن الأغلب الذي كان من الرجال الثِّقات عند الرشيد على الصعيد المحلي وكان مرشحا لتولي منصب الولاية على أفريقية. هل الشخص المكلف بهاته المهمة كان هو الشماخ أو سليمان بن جرير ؟ سؤال يستحيل الجواب عليه. وكل ما يمكن تأكيده هو أن ذلك الشخص تمكن من اغتيال إدريس عن طريق السم سنة 174 هـ / 791, وكان عمره 47 سنة. تلك، على وجه الإجمال، هي ترجمة إدريس الأول الذي أصبح شخصا مقدسا عند المغاربة له ضريح كبير في مدينة زرهون، يقام له فيه موسم كبير في كل سنة.

## قضايا تتعلق بترجمته
1. اختلاف في تاريخ قدوم إدريس إلى المغرب ؟ هناك رواية تقول إن مجيء إدريس إلى المغرب حدث في عهد أبي جعفر المنصور أي إثر ثورة محمد النفس الزكية في سنة 145 هـ. ولكن أغلب الروايات تقول إنه جاء بعد موقعة فخ سنة 169 هـ. وهو التاريخ المعتمد عند جل المؤرخين القدماء والمحدثين، وهو الذي ذكره ابن سهل الرازي في أخبار فخ.
2. ورد في بعض المصادر الزيدية أن إدريس قصد المغرب داعيا لأخيه يحيى بن عبد الله الذي فر إلي الديلم. فلما بلغه موت أخيه في سجن الرشيد، دعا إلى نفسه. وهي رواية يصعب البت فيها. وهي، على أي حال، لا تتنافى مع ما حدث من بعد.
3. تأسيس فاس : كانت الرواية المتداولة والمنقولة عن القرطاس هي أن إدريس الثاني هو المؤسس الأول لمدينة فاس. لكن، بعد العثور على قطع نقدية إدريسية والإطلاع على نصوص الرازي والبكري وابن سعيد وغيرهم، وبعد الدراسة المهمة التي قدمها المستشرق ليفي بروفنصال في هذا الصدد، يتضح أن المؤسس الأول لمدينة فاس كان هو إدريس بن عبد الله، أي إدريس الأول وأن إدريس الثاني أضاف إليها عدوة القرويين بعد مرور عشرين سنة على البناء الأول. وكانت المدينة الثانية تحمل اسم «العالية» حسب شهادة النقود.12

## وصلات خارجية
- ديوان الأشراف الأدارسة
- الأدارسة بالمغرب الأقصى